# Cruckshanksia pumila
Cruckshanksia pumila là một loài thực vật có hoa trong họ Thiến thảo. Loài này được Clos mô tả khoa học đầu tiên năm 1848.